# Paspardo
Paspardo là một đô thị trong tỉnh tỉnh Brescia thuộc vùng Lombardia, Ý. Đô thị này có diện tích km², dân số người. Các đô thị giáp ranh gồm: Capo di Ponte, Cedegolo, Cimbergo